# Lali Puna
Lali Puna — немецкая электронная группа из Мюнхена, основанная в баварском городе Вайльхайм-ин-Обербайерн Валери Требельяр, певицей и клавишницей родом из корейского города Пусан. До своего переезда в Германию Валери также прожила десять лет в Португалии, что отражено в ряде ее песен, включая тексты на португальском языке.

## Биография группы
Музыкальная карьера Валери Требельяр началась в женской группе L.B.Page. После распада этой команды в 1998 году Валери самостоятельно записала сингл «The Safe Side» под псевдонимом Lali Puna. Название нового проекта расшифровывалось как «Валери из Пусана»: «Лали» это уменьшительная форма имени Валери, а «Пуна» — детское написание названия родного города Требельяр. 
Чуть позже к Lali Puna присоединился Маркус Эшер, на тот момент вокалист и гитарист в группах The Notwist and Tied & Tickled Trio. Несколько ранних записей Валери были выпущены в 1999 году лейблом Hausmusik на виниле в виде сингла «Snooze», после чего в состав Lali Puna влились ударник Tied & Tickled Trio Кристоф Бранднер и клавишник Флориан Циммер (Iso 68, Fred Is Dead).

Группа работала с Тимом Сименоном; результатом такого сотрудничества стала EP «Clear Cut» (Morr Music). Lali Puna побывала с живыми выступлениями в Братиславе, Сан-Франциско, Москве, Санкт-Петербурге. Практически весь 2001 год был посвящён работе над вторым альбомом «Scary World Theory», который появился на прилавках музыкальных магазинов в сентябре того же года. В музыкальном и коммерческом отношении он был более успешным, чем его предшественник. До конца 2001 года Lali Puna активно гастролировала по Германии и Европе. В 2002 году группа впервые побывала с концертами в США.

Несколько месяцев спустя группу покинул Флориан Зиммер. Причиной стало желание музыканта уделять большее количество времени своему основному проекту Iso 68. Новым клавишником стал Кристиан Хайс. Летом 2003 года Lali Puna выпустила EP «Left Handed» (Morr Music), которая демонстрировала существенное музыкальное развитие группы, проявившееся в использовании электрогитар, что сделало звук более разнообразным и динамичным, но в то же время не была потеряна некая хрупкость звука и превосходные электронные композиции. Весь 2003 год Валери и Маркус писали материал для третьего полноценного альбома, который был записан на Uphon Studio, а затем сведен на знаменитой Abbey Road Studio в Лондоне в сентябре 2003 года. «Faking the books» был выпущен в апреле 2004 года.
После турне по Северной Америке в 2005 году группа работала над ремиксами на некоторые из своих песен, вышедшие вместе с другими неизданными B-сайдами и раритетами на двойном альбоме «I Thought I Was Over That» .
Шесть лет участники группы посвятили себя различным сторонним проектам.
2 апреля 2010 года группа выпустила альбом «Our Inventions» на лейбле Morr Music, который отличался более мрачным и интроспективным звуком, чем его предшественник.
Спустя 7 лет, в апреле 2017 года, выходит пятый альбом «Two Windows». Двенадцать новых песен, написанных в течение почти двух лет, полностью соответствуют этим изменениям как в музыкальном, так и в лирическом плане.
В марте 2019 Lali Puna выпускает свой мини альбом «Being Water»

## Дискография

### Студийные альбомы
- Tridecoder (1999)
- Scary World Theory (2001)
- Faking the Books (2004)
- Our Inventions (2010)
- Two Windows (2017)

### Мини альбомы (EPs)
- Clear Cut (2001) with Bomb the Bass
- Left Handed (2003)
- Silver Light (2012)
- Being water (2019)

### Синглы
- «The Safe Side» (1998)
- «Snooze» (1999)
- «Nin-Com-Pop» (2001)
- «Common Ground» (2002)
- «Micronomic» (2004)
- «Remember» (2010)
- «Move On» (2011)
- «Machines Are Human» (2014) with Trampauline
- «Deep Dream» (2017)
- «The Bucket» (2017)
- «Two Windows» (2017)
- «Being Water» (2019)

### Ремиксы
- Two Lone Swordsmen — «It’s Not the Worst (Lali Puna Remix)» from Further Reminders (2001)
- Dntel — «(This Is) The Dream of Evan and Chan (Lali Puna Remix)» from «(This Is) The Dream of Evan and Chan» (2002)
- Boom Bip — «Awaiting an Accident (Lali Puna Remix)» from Corymb (2004)

### Компиляции
- I Thought I Was Over That: Rare, Remixed, and B-Sides (2005)